# Ognes (Oise)
Ognes település Franciaországban, Oise megyében. Lakosainak száma 328 fő (2022. január 1.). Ognes Oissery, Brégy, Chèvreville, Nanteuil-le-Haudouin és Silly-le-Long községekkel határos.

## Népesség
A település népességének változása:
| Lakosok száma | 286  | 290  | 293  | 294  | 294  | 289  | 293  | 311  | 328  |
|               | 2013 | 2015 | 2016 | 2017 | 2018 | 2019 | 2020 | 2021 | 2022 |